# Pomnik Jana Mikulicza-Radeckiego we Wrocławiu
Pomnik Jana Mikulicza-Radeckiego (niem. Johann Mikulicz Radecki Denkmal) – pomnik wzniesiony obok wejścia do Kliniki Chirurgii Przewodu Pokarmowego i Chirurgii Ogólnej Uniwersytetu Medycznego we Wrocławiu.
Pomnik ku czci polskiego profesora Jana Mikulicza-Radeckiego w formie ceglanej steli z wmurowaną płaskorzeźbą autorstwa Artura Volkmanna odsłonięto w maju 1909 r. Marmurowa płaskorzeźba przedstawia siedzącego uczonego w towarzystwie bogini mądrości Ateny i bogini medycyny Higiei, która wieńczy go wieńcem laurowym. W 1978 r. poprzednią tablicę z niemieckim napisem zastąpiono nową tablicą (ufundowaną przez Pafawag) z polskim napisem dedykacyjnym, przyjętym przez Radę Wydziału lekarskiego. Gmach, przed którym znajduje się pomnik, należy do Uniwersyteckiego Szpitala Klinicznego, którego patronem jest J. Mikulicz-Radecki.